# Toshihiro Hattori
Toshihiro Hattori (服部 年宏, Hattori Toshihiro, Shizuoka, 23 september 1973) is een Japans voormalig voetballer die als middenvelder speelde.

## Carrière
Toshihiro Hattori speelde tussen 1994 en 2011 voor Júbilo Iwata, Tokyo Verdy en Gainare Tottori. Hij tekende in 2012 bij FC Gifu.

## Japans voetbalelftal
Toshihiro Hattori debuteerde in 1996 in het Japans nationaal elftal en speelde 44 interlands, waarin hij 2 keer scoorde. Hattori vertegenwoordigde zijn vaderland eveneens op de Olympische Spelen 1996 in Atlanta. Ondanks een overwinning op Brazilië (1-0) werd de Japanse olympische selectie onder leiding van bondscoach Akira Nishino al in de groepsronde uitgeschakeld.

## Statistieken
| Japans voetbalelftal | Japans voetbalelftal | Japans voetbalelftal |
| Jaar                 | Wed.                 | Dlp.                 |
| -------------------- | -------------------- | -------------------- |
| 1996                 | 1                    | 0                    |
| 1997                 | 1                    | 0                    |
| 1998                 | 5                    | 0                    |
| 1999                 | 5                    | 0                    |
| 2000                 | 12                   | 1                    |
| 2001                 | 11                   | 1                    |
| 2002                 | 5                    | 0                    |
| 2003                 | 4                    | 0                    |
| Totaal               | 44                   | 2                    |